# Northfield (Illinois)
Northfield és una vila dels Estats Units a l'estat d'Illinois. Segons el cens del 2000 tenia 5.389 habitants.

## Demografia
Segons el cens del 2000, Northfield tenia 5.389 habitants, 2.155 habitatges, i 1.532 famílies. La densitat de població era de 702,9 habitants/km².
Dels 2.155 habitatges en un 31,2% hi vivien nens de menys de 18 anys, en un 62,8% hi vivien parelles casades, en un 6,3% dones solteres, i en un 28,9% no eren unitats familiars. En el 26,1% dels habitatges hi vivien persones soles el 13,5% de les quals corresponia a persones de 65 anys o més que vivien soles. El nombre mitjà de persones vivint en cada habitatge era de 2,5 i el nombre mitjà de persones que vivien en cada família era de 3,04.
Per edats la població es repartia de la següent manera: un 25,9% tenia menys de 18 anys, un 3,4% entre 18 i 24, un 21,9% entre 25 i 44, un 28% de 45 a 60 i un 20,9% 65 anys o més.
L'edat mediana era de 44 anys. Per cada 100 dones de 18 o més anys hi havia 85 homes.
La renda mediana per habitatge era de 91.313 $ i la renda mediana per família de 114.279 $. Els homes tenien una renda mediana de 85.788 $ mentre que les dones 36.567 $. La renda per capita de la població era de 63.857 $. Aproximadament l'1,2% de les famílies i l'1,6% de la població estaven per davall del llindar de pobresa.

## Poblacions properes
El següent diagrama mostra les poblacions més properes.